# Lichtenberg (Bernhardswald)
Lichtenberg ist ein Ortsteil der Gemeinde Bernhardswald im Oberpfälzer Landkreis Regensburg, Bayern.

## Geografische Lage
Lichtenberg liegt in der Region Regensburg etwa 3,5 Kilometer östlich von Bernhardswald und ungefähr einen Kilometer nördlich der Staatsstraße 2145.

## Geschichte
Lichtenberg entstand im 11. Jahrhundert als Rodungsort, der befestigt wurde.
Erstmals schriftlich erwähnt wurde es 1160 und 1177 in einer Urkunde, die die Brüder Ortliebus, Pertholdus und Hartuuicus de Liehtenperge bezeugte.
Vom 12. bis zur Mitte des 14. Jahrhunderts saßen die Lichtenberger auf der Burg Lichtenberg.
Dann baute Hector von Lichtenberg eine neue Burg in Lichtenwald, zog in diese um und verkaufte die Burg Lichtenberg an das Regensburger Geschlecht Igel.
Burg Lichtenberg wurde nach einigen Besitzerwechseln im 15. und 16. Jahrhundert und einer Zeit des Verfalls durch Umbau des ehemaligen Wohnhauses im 17. Jahrhundert in eine Kirche, Johannes der Täufer, umgewandelt.
Den neben der Burg Lichtenberg gelegene Hof Lichtenberg erhielt 1498 Urban Zenger.
1730 wurde der Hof Lichtenberg neu gebaut, nachdem er einige Zeit öde gelegen hatte.
Zum Stichtag 23. März 1913 (Osterfest) gehörte Lichtenberg zur Pfarrei Altenthann mit 2 Häusern und 17 Einwohnern.
Am 31. Dezember 1990 hatte Lichtenberg elf katholische Einwohner und gehörte zur Pfarrei Altenthann.